# Scaphirhynchus albus
L'esturió pàl·lid (Scaphirhynchus albus) és una espècie de peix acipenseriforme de la família Acipenseridae, endèmic de les conques del riu Missouri i el baix Mississipi que es troba en perill d'extinció. Deu el seu nom a la seva pàl·lida coloració grisa blanquinosa.
Està estretament emparentat amb el relativament abundant esturió nas de pala (Scaphirhyncus platorhynchus), encara que és més gran, mesurant els adults entre 76 i 150 cm amb un pes mitjà de 39 kg. Triguen 15 anys a madurar i fresen amb poca freqüència, encara que poden viure més d'un segle. Es va originar en el període Cretaci, fa 70 milions d'anys, i des de llavors ha romàs bàsicament inalterat, pel que l'espècie es considera una relíquia de l'era dels dinosaures, i se l'ha anomenat el peix més lleig de Amèrica del Nord.
El 1990 el Servei de Pesca i Vida Silvestre dels Estats Units (SPVSEU) va incloure a l'esturió pàl·lid en la llista d'espècies amenaçades, en observar molt pocs individus joves en la dècada anterior i donant mostres d'una gran disminució, sent difícil actualment de trobar en la natura. Va ser la primera espècie de peix de la conca del Mississipi a ser inclosa en la llista d'espècies en perill, i la pèrdua del seu hàbitat és la principal raó del seu declivi. La major part de la conca del Mississippi ha estat canalitzada i dividida per preses, la qual cosa ha reduït els dipòsits de grava i les branques secundàries d'aigües lentes que són els seus llocs de fresa preferits. Fins a mitjan segle XX l'esturió pàl·lid era comú i una espècie apreciada pels pescadors de canya. Es considerava que tenia bon gust i els seus ous van ser usats com caviar, encara que menys freqüentment que els d'altres espècies d'esturions.